# Canon EOS 100D
La Canon EOS 100D, conocida como EOS Rebel SL1 en América y EOS Kiss X7 en Japón, es una cámara réflex digital anunciada por Canon el 21 de marzo de 2013. Ha sido descrita como "la DSLR más pequeña y ligera del mundo". Canon utiliza una versión más pequeña del formato de sensor APS-C  que otros fabricantes como Nikon, Pentax, y Sony, con un factor de recorte de 1.6 en vez de 1.5. Pesa 407 gramos incluyendo batería y tarjeta de memoria.

## Características
La EOS 100D comparte muchas características con la EOS 700D, que es más grande. Aun así,  tiene un sistema de seguimiento de enfoque mejorado con vista en vivo llamado Hybrid CMOS AF II con una cobertura del 80% de la imagen. La 700D tiene la versión anterior del sistema Hybrid CMOS AF, que tiene una cobertura mucho menor de la imagen.
Las características incluyen:
- Sensor CMOS APS-C con 18 megapíxeles efectivos.
- Procesador de imagen DIGIC 5 con procesamiento de 14 bits
- Campo del visor de 95% con magnificación de 0,87x
- Grabación de vídeo 1080p HD a 24p, 25p (25 Hz) y 30p (29.97 Hz) con Drop Frame timing
- Grabación de vídeo 720p HD a 50p (50 Hz) y 60p (59.94 Hz)
- Grabación de vídeo 480p ED a 30p y 25p
- 4.0fps en disparo continuo.
- Pantalla táctil de 3" Clear View II LCD con resolución de 1,04 megapíxeles. La 100D tiene pantalla fija (a diferencia de la pantalla articulada de la 700D y sus predecesores inmediatos, la 650D y 600D).
- Jack de 3,5mm para micrófonos externos o grabadoras.
- Sensor de autoenfoque de 9 puntos y 1 central en cruz.